# هوي جادسون
هوي جادسون (بالإنجليزية: Howie Judson) هو لاعب كرة قاعدة أمريكي، ولد في 16 فبراير 1926 في هيبرون في الولايات المتحدة.

## وصلات خارجية
- هوي جادسون على موقع دوري كرة القاعدة الرئيسي (الإنجليزية)
- هوي جادسون على موقعبيزبول رفرنس.كوم (الدوري الرئيسي) (الإنجليزية)
- هوي جادسون على موقعبيزبول رفرنس.كوم (الدوري الثانوي) (الإنجليزية)